# Contemporary Arts Center

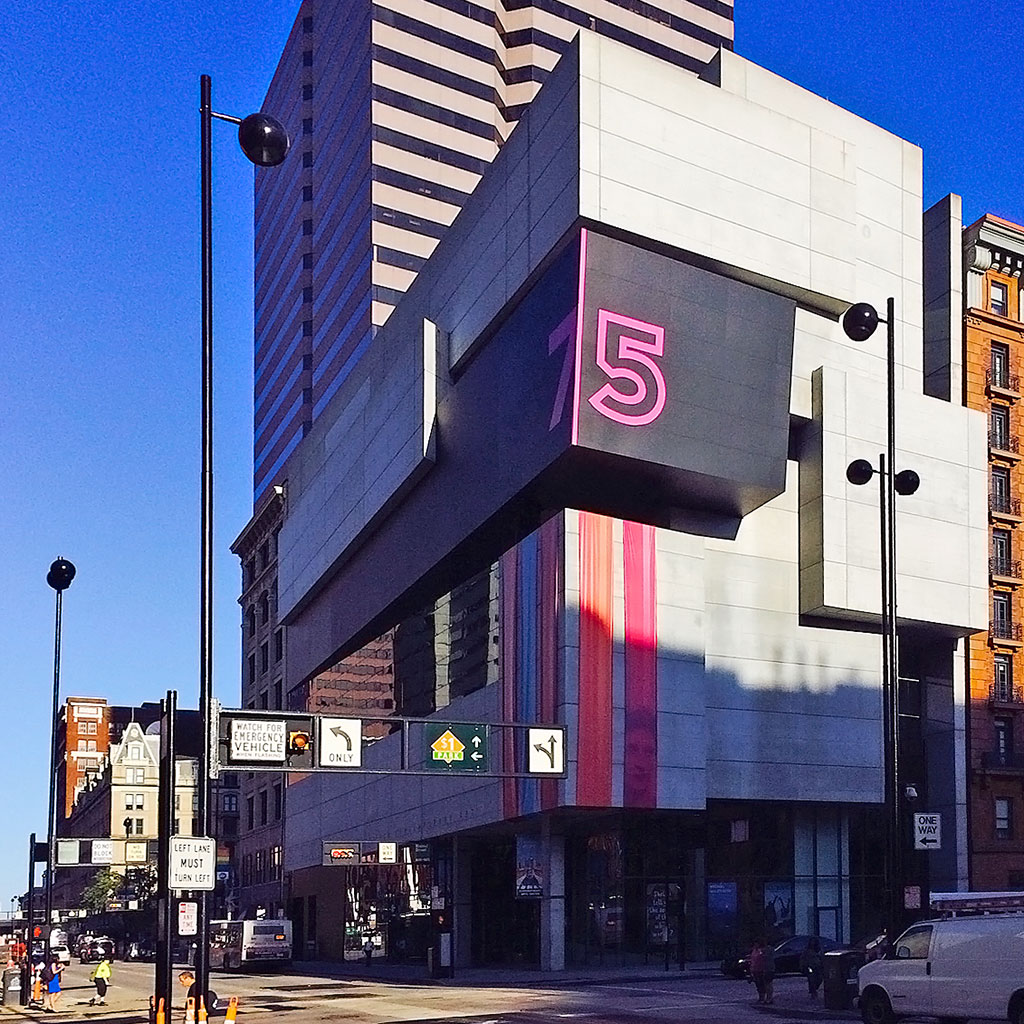
Het Contemporary Arts Center

Het Contemporary Arts Center (CAC) in Cincinnati (Ohio) werd ontworpen door Zaha Hadid. Deze Kunsthal heeft geen eigen collectie maar richt zich op het tonen van de vroege werken van bekende kunstenaars.
Dit hoekgebouw van zes verdiepingen wordt door de architect zelf beschreven als een stedelijk tapijt dat de bezoekers uitnodigt naar boven te lopen. De tentoonstellingsruimten zijn via een zigzaggende trap te bereiken.
In de gevel van het pand zijn de tentoonstellingsruimten duidelijk te zien als strakke rechte betonnen constructies met daartussen grote ramen.